# Francesc Magrinyà Torne
Francesc Magrinyà (Barcelona, 1963) és un professor agregat del departament d’enginyeria civil i ambiental de la UPC. Coordinador del grup de recerca ÈXIT (Enginyeria, Xarxes, Infrastructures i Territori) i membre del centre de recerca AGROTECH-UPC, que s'ocupa de tecnologia alimentària. Ha estat Director de l'Àrea de Planificació Estratègica de l'AMB entre 2015 i 2019. Ha estat investigador del projecte FoodMapping, focalitzat en l'exploració participativa dels entorns alimentaris dels barris metropolitans que analitza el seu impacte en la vida quotidiana de les persones i les comunitats a nivell d'estratègies de consum, estils de vida i salut.